# 汉斯·利耶达尔
汉斯·利耶达尔（瑞典語：Hans Liljedahl，1913年4月7日—1991年11月9日），瑞典男子射击运动员。他曾代表瑞典参加1952年和1956年夏季奥林匹克运动会射击比赛，其中1952年奥运会获得一枚铜牌。